# 布赫爾峰
布赫爾峰（英語：Bucher Peak）是南極洲的山峰，位於瑪麗伯德地，處於墨菲火山中西部，海拔高度2,445米，美國地質調查局根據測量和美國海軍拍攝的空中照片繪入地圖，現時由南極條約體系管理。